# Base aérienne Grostenquin
La base aérienne de Grostenquin est une ancienne base construite dans le cadre de l'OTAN en France et occupée par le 2(Fighter) Wing ou 2 Wing (2e Escadre de Chasse). La base est à proximité du village de Grostenquin dans le département de la Moselle, occupée par des unités de la Force aérienne du Canada de 1952 à 1964.
Elle est aujourd'hui utilisée par l'Armée de l'air française comme site du Polygone de guerre électronique (PGE).

## Histoire

### Base canadienne
Grostenquin était l'une des quatre bases canadiennes de la Force aérienne canadienne établie en Europe au début des années 1950, alors que la guerre froide commençait. Les trois autres bases étaient Marville (1 Wing) en France, Zweibrucken (3 Wing) et Baden-Soellingen (4 Wing) dans la République fédérale d'Allemagne. Ces quatre escadres faisaient partie de la 1re Division aérienne (1 Air Division), l'une des contributions du Canada à l'OTAN.
La ville la plus proche est Faulquemont, dont la population s’élève alors à 4 000 habitants; elle se trouve à sept kilomètres de l’unité. Faulquemont est le terminal ferré de la 2e Escadre de chasse. Saint-Avold, la plus grande des villes des environs et celle où se trouvent les logements familiaux militaires de la 2e Escadre de chasse, se situe à quelque dix-huit kilomètres de la station.
Les opérations du 2 Wing de Grostenquin débutèrent en 1952. Trois escadrons de chasse se partageaient les marguerites construites autour de la piste de Grostenquin : les 416e, 421e et 430e escadrons. À leur arrivée en Europe, les trois escadrons volaient Canadair Sabre, la version canadienne du F-86 Sabre. Quand la décision fut prise en 1956 de remplacer dans chaque escadre un escadron de Canadair Sabre par un de Avro CF-100 Canuck, le 416e quitta Grostenquin et laissa la place au 423e escadron sur CF-100.
À l'automne 1963, les escadrons canadiens en Europe (ceux de Grostenquin compris) abandonnaient leurs Sabre pour de tout nouveaux Canadair CF-104 Starfighter. Les escadrons de CF-100 comme le 423e de Grostenquin furent dissous. Les Starfighter prirent une mission d'attaque nucléaire tactique. Toutes les armes nucléaires étaient la propriété des États-Unis.
Lorsque le général De Gaulle demanda que toutes les armes et les vecteurs nucléaires sur le sol français soient sous contrôle français, les CF-104 Starfighter quittèrent Grostenquin.

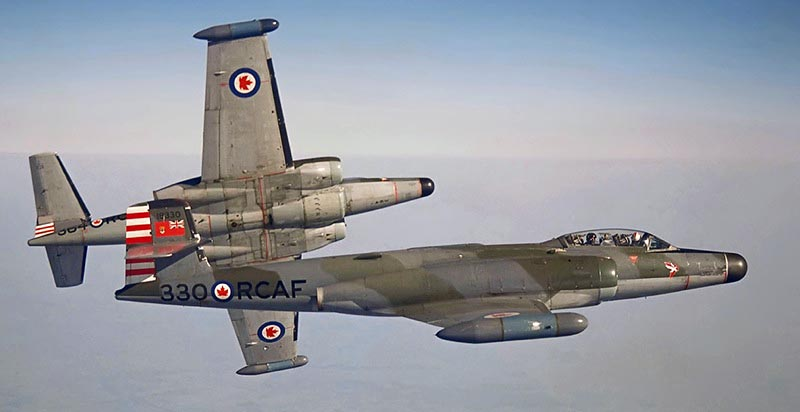
Des Avro CF-100 Canuck du 423e escadron en mission d'entrainement en Sardaigne le 9 octobre 1962.
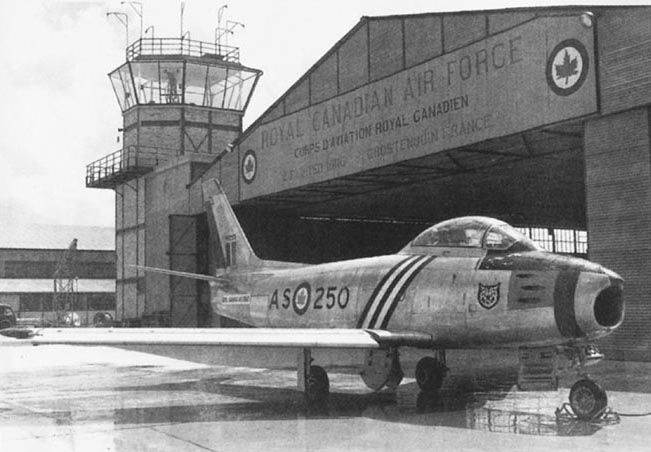
Sabre Mk 5 du No. 416 Squadron a Grostenquin en 1953.
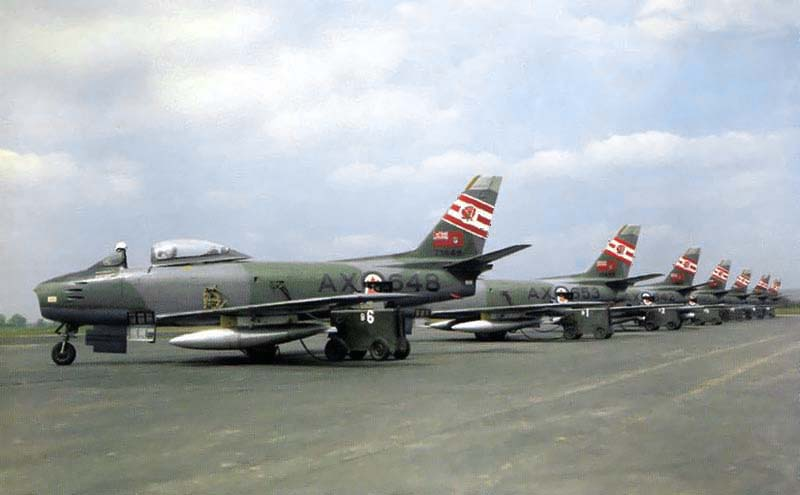
Sabres du No. 421 Squadron a Grostenquin en 1957.

### Base française
La base passa alors sous le contrôle de l'armée française en 1964 mais est laissée à l'abandon. Néanmoins, les pistes ont servi aux militaires des casernes alentour pour les leçons de conduite des permis militaires (par exemple ceux du 61e RA de Morhange).  Depuis 1986, Grostenquin est utilisée par le Polygone de guerre électronique. L'armée française installa sur la base de Grostenquin (ainsi que l'ancienne base de l'USAFE de Chenevières) tout un ensemble de matériels militaires soviétiques : simulateurs de missiles, chars et véhicules blindés divers. 

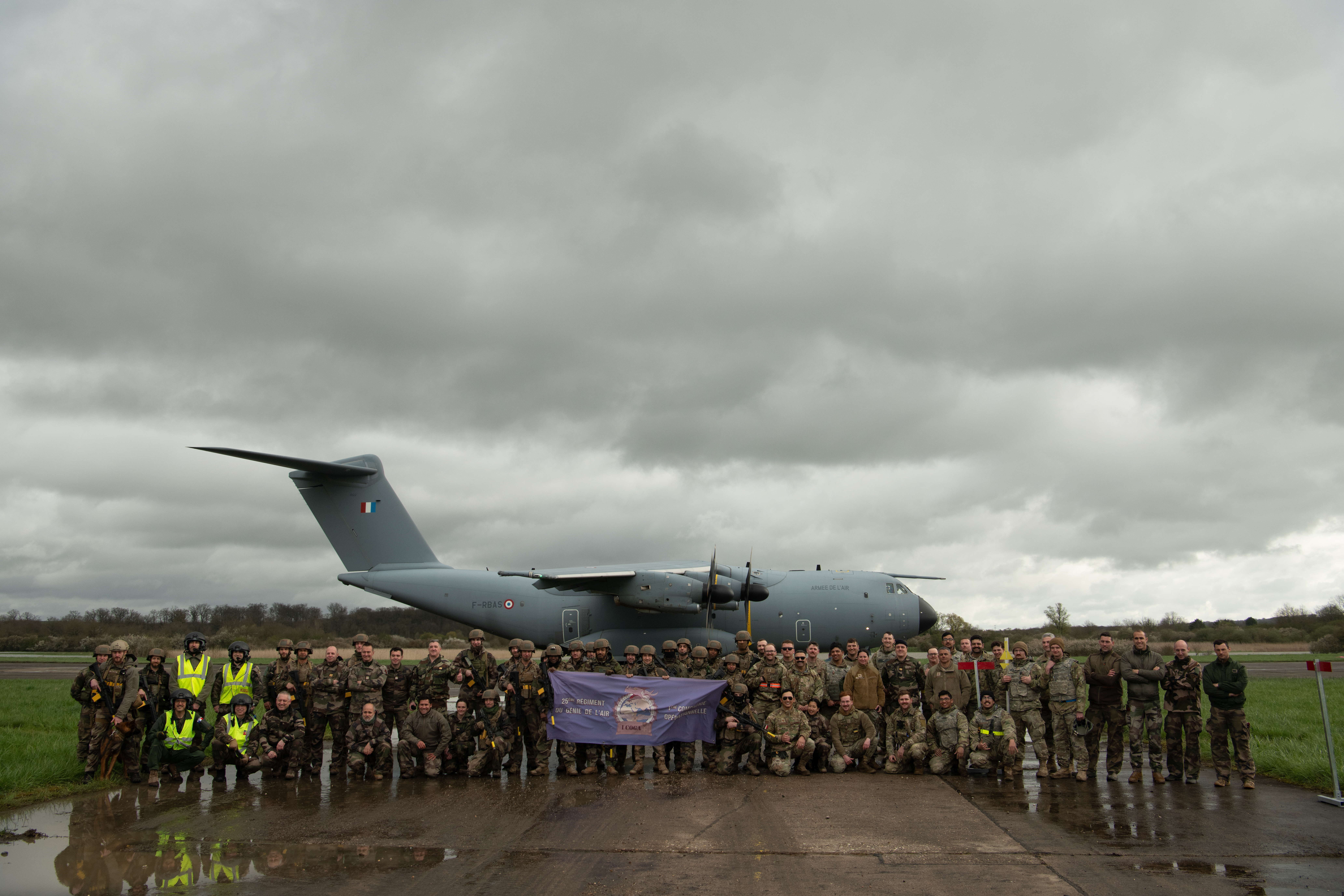
En 2024 lors de l'exercice Razorback le 25e régiment du génie de l'air.
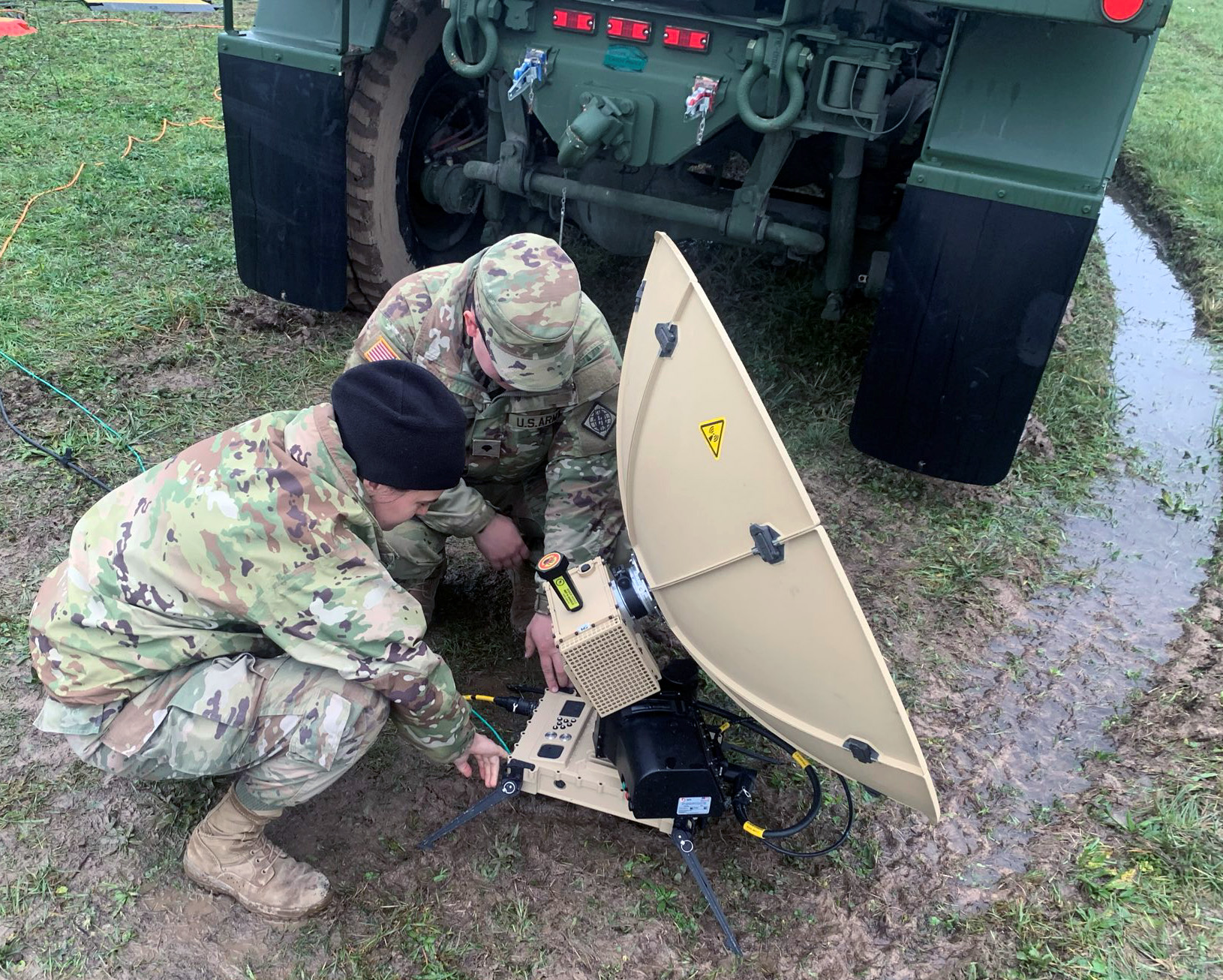
En 2023 lors de l'exercice Heavy rain.
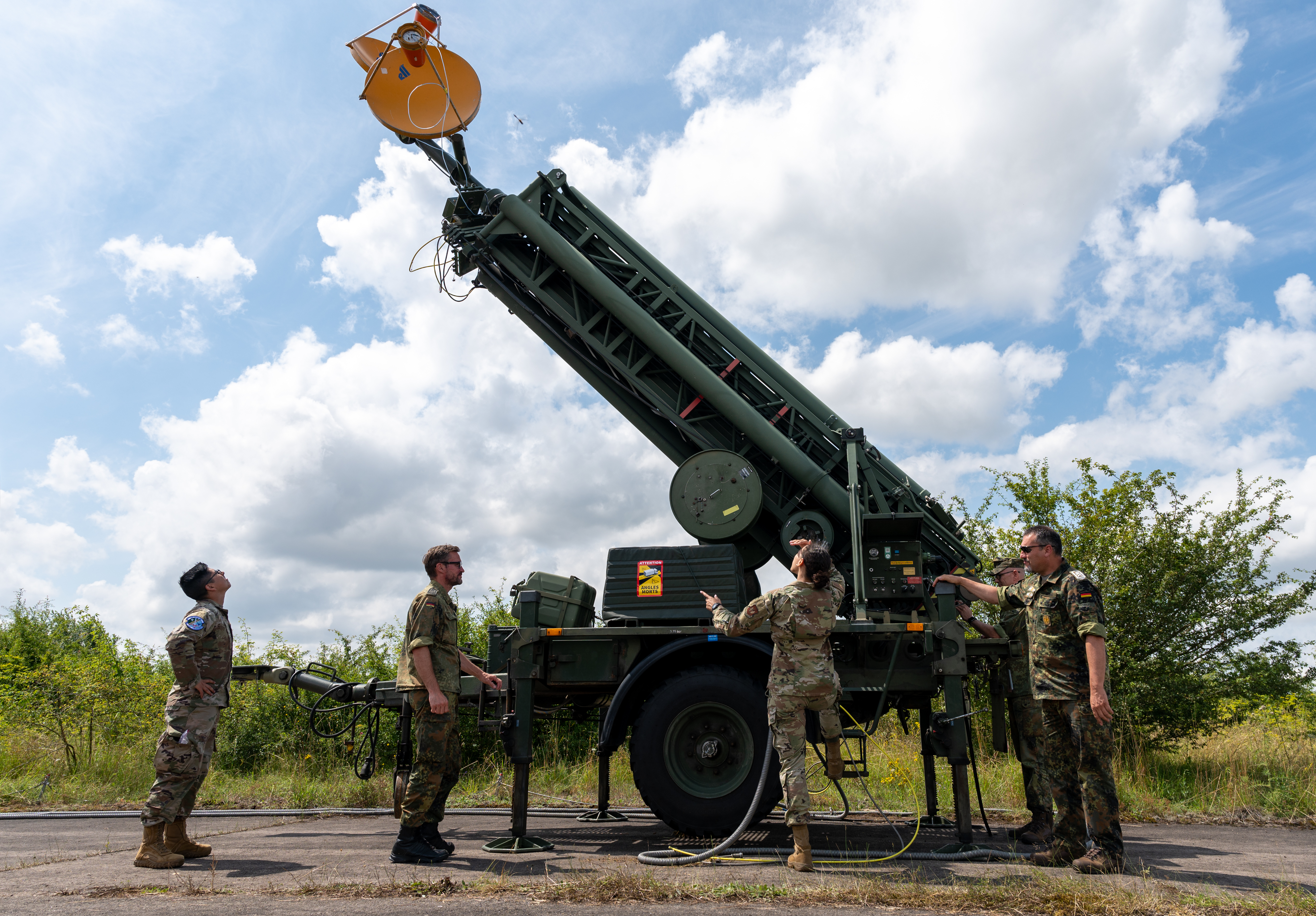
En 2021 lors de l'exercice Heavy rain.
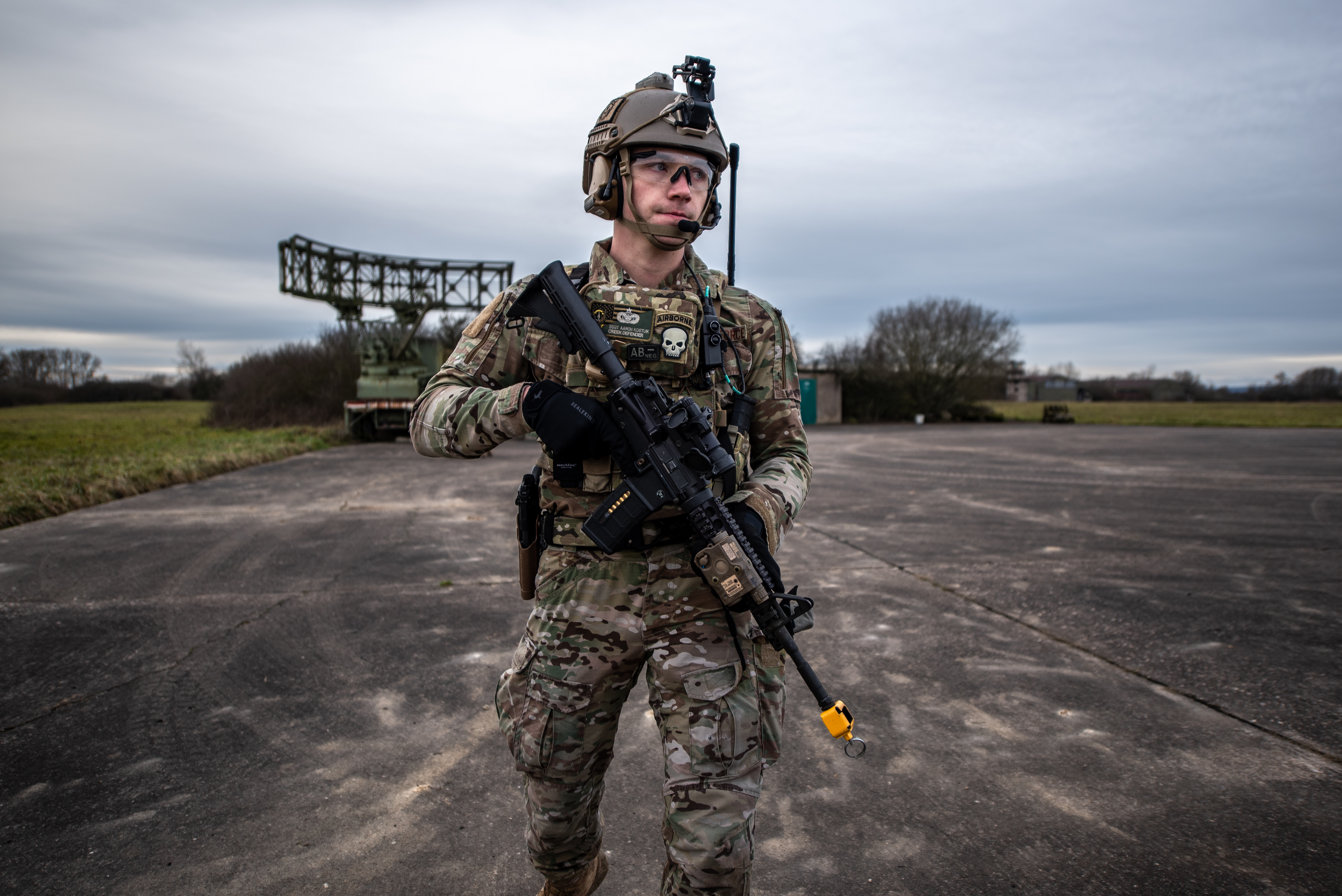
En 2020 le 435th Security Forces Squadron lors de Frozen defender.
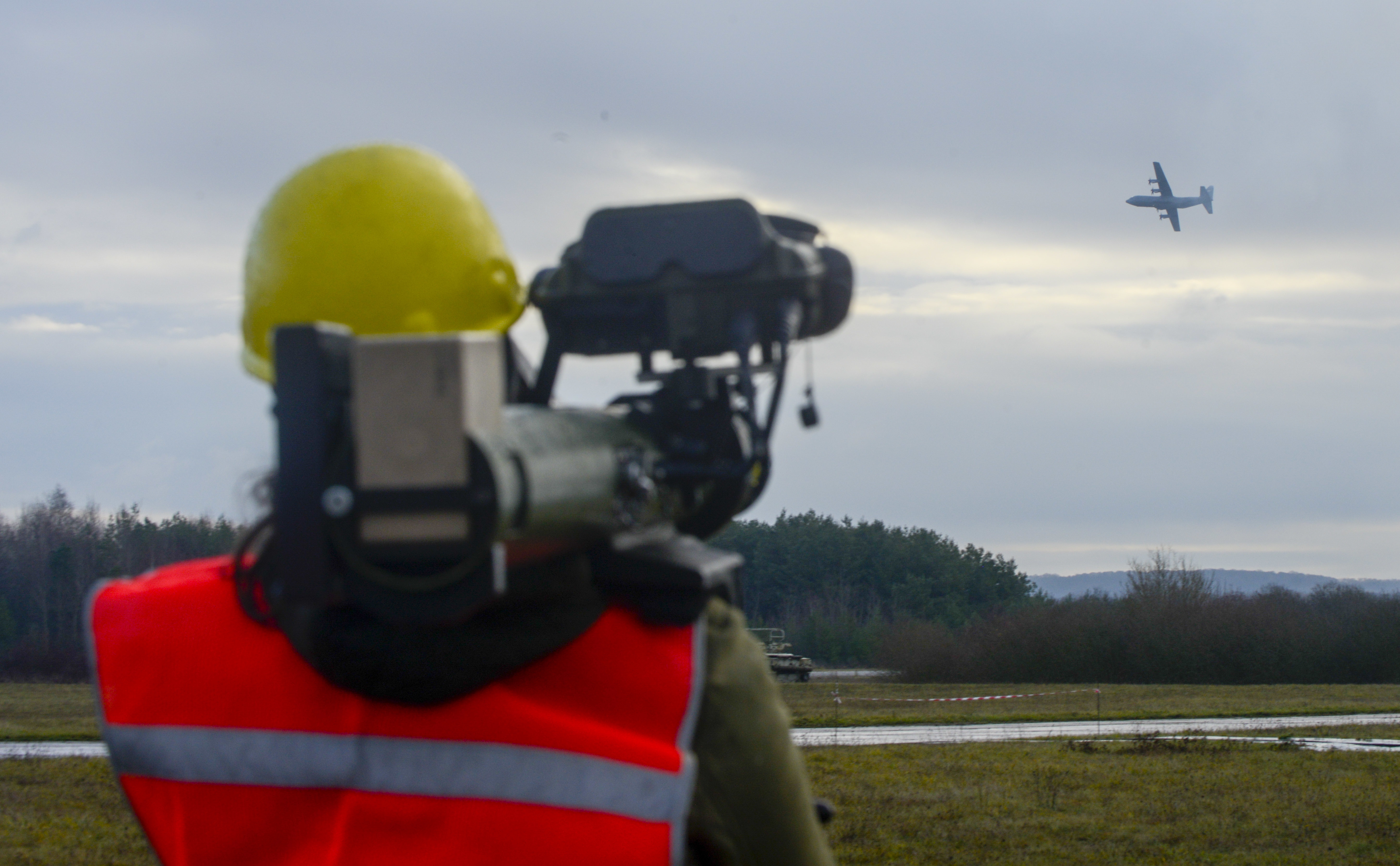
En 2018 exercice Contested forge.

La piste de la base est rénovée en 2008 afin d'optimiser son utilisation pour les exercices de poser d'assaut et de parachutage, pour les exercices combinés interalliés, ainsi que pour l'entraînement tactique d'unités aériennes. Dans ce contexte, le site de Grostenquin constitue un élément majeur pour l'entraînement des forces aériennes et terrestres, tant nationales qu'internationales.